# Is This the World We Created…?
Is This the World We Created…? je píseň britské rockové skupiny Queen. Původně vyšla na studiovém albu The Works z února roku 1984 a 6. července 1984 pak byla píseň vydána i jako B strana singlu „It's a Hard Life“. Píseň napsali Freddie Mercury a Brian May.
Píseň byla součástí setlistu na každém koncertě Queen mezi lety 1984–1986, tedy na koncertech v rámci The Works Tour a Magic Tour. Byla také součástí vystoupení na koncertě Live Aid v roce 1985. Píseň je nejkratší, ale jednou z nejslavnějších písní z alba The Works. Při živých vystoupeních jsou na pódiu pouze Mercury a May.

## Historie
Píseň vznikla v Mnichově poté, co zpěvák Freddie Mercury a kytarista Brian May zhlédli zprávy o chudobě v Africe. Mercury napsal většinu textů a May složil melodii a lehce se podílel na textu.
Při nahrávání této skladby byl použit klavír, ale nakonec tato stopa nebyla zahrnuta do finálního mixu. Píseň byla napsána v tónině b moll, ale studiová nahrávka je o jeden půltón níž.
Především kvůli tématu chudoby Africe, o kterém píseň pojednává, byla dne 13. července 1985 hrána na charitativním koncertě Live Aid na boj s hladomorem v Etiopii a o měsíc dříve byla zařazena do kompilačního alba hnutí Greenpeace Greenpeace – The Album.

## Obsazení nástrojů
- Freddie Mercury – zpěv
- Brian May – akustická kytara